# Carl Eric Almgren
Carl-Eric Åke Almgren, född 4 mars 1913 i Linköpings domkyrkoförsamling, död 20 maj 2001 i Täby, var en svensk general och arméchef mellan 1969 och 1976.

## Biografi
År 1931 avlade Almgren studentexamen vid Linköpings högre allmänna läroverk. Han utnämndes i april 1934 till officer vid Jönköpings-Kalmar regemente, löjtnant 1936 och genomgick sedan infanteriofficersskolan. Vintern 1938–1939 studerande han på ett stipendium ryska språket i Tallinn. I oktober 1939 utnämndes han till biträdande militärattaché i Tallinn, Riga och Kaunas. Med placering i Tallinn följde han på nära håll det allt mer oroande världsläget. Genom den sovjetiska inmarschen 1940 upphörde hans möjligheter att verka som attaché. Han har berättat hur han följde de första sovjetiska stridsvagnarnas framryckning över den estniska gränsen när han satt uppkrupen i en trädkrona.
Under krigsåren tjänstgjorde han bland annat vid beredskapsorganiserade armékårs- och fördelningsstaber, genomgick Krigshögskolan (KHS) 1941–1943, blev kapten 1942, aspirant vid Generalstabskåren och kapten vid densamma 1945. Under de närmaste efterkrigsåren var han placerad vid Arméinspektionens centralavdelning och Arméstabens organisationsavdelning, samtidigt som han undervisade vid Krigshögskolan i taktik och stabstjänst och en kortare tid även vid Flygkrigsskolan. 1949 utnämndes han till kapten vid Västernorrlands regemente (I 21), 1951 till major och 1955 överstelöjtnant i Generalstabskåren. Åren 1953–1957 var han avdelningschef vid försvarsstaben. 1957 återvände Almgren till trupptjänst som överstelöjtnant och utbildningsofficer vid Hälsinge regemente (I 14), innan han 1960 utnämndes till överste och chef för Jämtlands fältjägarregemente (I 5).
År 1961 tillträdde han posten som försvarsstabschef och utnämndes till generalmajor. 1966 utnämndes han till generallöjtnant. 1967 tillträdde han tjänsten som militärbefälhavare i Östra militärområdet och även överkommendant i Stockholm. Arméchef 1969–1976.  När han tillträdde hade just 1968 års försvarsbeslut trätt i kraft. Vid sin avgång som arméchef utnämndes han till general.
Almgren var son till kapten Karl Otto Bernhardsson  Almgren och Ester Tell. Han gifte sig 1938 med Lisa Salomonsson (1910–1988). Carl Eric Almgren är gravsatt i minneslunden på Djursholms begravningsplats.

## Skrifter och uppdrag
Almgren var sekreterare i arméns officersutbildningskommtté 1943–1946. Han var även militär medarbetare i Stockholms-Tidningen i två perioder 1943–1946 och 1952–1954 och publicerade artiklar även i andra organ. Han gav ut skrifterna De moderne våben og deres indflytelse på strategien (Köpenhamn 1956), tillsammans med Yngve Lorentz Atlantpakten under tio år (1959) och var medarbetare bland annat i verken Andra världskrigets historia (1947-1949), Kungl Jämtlands fältjägarregementes historia (1966), Kampen om Skåne (1983), Lottorna i försvarets tjänst (1984), Officerskursen 1932–1934 (1984) och Fortifikationen 350 år (1986).

## Utmärkelser
- Kommendör med stora korset av Svärdsorden, 6 juni 1968.[3]
- Riddare av Svärdsorden [4]
- Riddare av Vasaorden [4]